# Santiago Rugby Club
El Santiago Rugby Club est un equip de rugbi de Santiago de Compostel·la fundat l'any 2007 per veterans de l'equip universitari CDU Santiago, desaparegut després de set dècades d'existència. El club competeix a la LGR i juga els seus partits en el camp de la USC.